# Cantone di Samborondón
Il cantone di Samborondón è un cantone dell'Ecuador che si trova nella provincia del Guayas.
Il capoluogo del cantone è Samborondón.